# Спешный (фрегат, 1801)
Спе́шный — первый фрегат одноимённой серии из 34 единиц. Заложен 10 марта 1800 года на Соломбальской верфи. Строитель Г. Игнатьев. Спущен 29 августа 1801 года, вошёл в состав Балтийского флота. Относился к рангу 44-пушечных фрегатов, однако фактически был вооружён 50-ю 24-фунтовыми орудиями. Во время англо-русской войны (1807—1812) был без боя сдан противнику в Портсмуте

## Служба в мирное время
- В июле-сентябре 1803 года в составе эскадры перешел из Архангельска в Кронштадт[1].
- В 1804 и 1805 годах находился в практических плаваниях в Балтийском море, заходил в Данциг (1804) и Любек (1805)[1].
- В 1806 году стоял в Кронштадте[1].

## Странный поход

### Подготовка к выходу
21 июля 1807 года выполняя повеление императора Александра I с кронштадтского рейда отправился в дальний поход отряд в составе фрегата «Спешный» под командованием капитан-лейтенанта Никанора Григорьевича Ховрина и транспорта «Вильгельмина» под командованием голландца на русской службе капитан-лейтенанта Андрея Михайловича (Ария) Пильгарда). Кораблям предписывалось доставить на средиземноморскую эскадру вице-адмирала Д. Н. Сенявина денежное довольствие и имущество.
В трюм фрегата, одного из лучших ходоков Балтийского флота, были загружены дубовые бочонки с золотыми и серебряными монетами (140 197 голландских червонцев и 601 167 испанских пиастров). Транспорт «Вильгельмина», вёз сукно для пошива обмундирования командам эскадры и шкиперское имущество. Судно было весьма тихоходным и довольно ветхим. Надо сказать, что Д. Н. Сенявину были очень нужны деньги, и фрегат мог бы быстро их доставить. Но Ховрину было приказано сопровождать тихоходный транспорт со снаряжением, что и привело к такому исходу. Перед отплытием командир фрегата получил строжайшую инструкцию: прилежно конвоируя транспорт, скорейшим образом доставить по назначению ценный груз. Столь странное сочетание быстроходного фрегата с валютой и тихоходного транспорта с «тряпьём» сразу же вызвали недоумение у бывалых моряков в Кронштадте.

### Переход в Портсмут
Как только наши суда вышли из Финского залива их встретили английские корабли, которые на почтительном расстоянии постоянно сопровождали «Спешного» и «Вильгельмину». Столь странный эскорт настораживал. В Копенгаген они пришли 3 августа. Сразу же на фрегат прибыл представитель Британского Адмиралтейства. Действуя с явной неприязнью, он потребовал отчета о пути следования и грузе. При этом ему уже было известно не только количество бочонков, но и сколько монет было в каждом из них.
Поскольку Англия готовилась к войне с Данией, русским судам было предписано срочно покинуть Копенгаген. Договорившись о встрече в Портсмуте, «Спешный» и «Вильгельмина» 5 августа 1807 вышли в море.
Пришедший первым (в августе 1807) в Портсмут Ховрин полностью подготовил фрегат к дальнейшему плаванию. Однако время шло, а «Вильгельмина» не появлялась. Обеспокоенный отсутствием транспорта, командир «Спешного» пытался выяснить его местонахождение, но безуспешно. Тогда он отправил в Кронштадт письмо Министру военных морских сил адмиралу П. В. Чичагову с просьбой дать указания, как ему действовать в сложившейся ситуации и одновременно связался с российским посланником в Лондоне М. М. Алопеусом, который советовал, не дожидаясь транспорта следовать в Средиземное море к эскадре вице-адмирала Д. Н. Сенявина, а «Вильгельмина» назначить рандеву в Гибралтаре или на Мальте.
Изрядно потрепанная штормами «Вильгельмина» прибыла в Портсмут лишь 2 ноября. На устранение неполадок, загрузку продовольствия и воды ушло почти две недели. И когда оба корабля, наконец, были готовы к отплытию, поступило указание от М. М. Алопеуса: из Портсмута не выходить, поскольку эскадра вице-адмирала Д. Н. Сенявина блокирована англичанами в Лиссабонском порту.
Обстановка в Портсмуте стремительно менялась. Английский флот в боевой готовности маневрировал на Сент-Элинском и Спидгедском рейдах, а «Спешный» и «Вильгельмину» окружили 74-х пушечные корабли «Leader» и «Brunswick» и 44-х пушечный фрегат «Husar». В этой обстановке уход из Портсмута был ещё возможен, но рискован. Капитан-лейтенант Ховрин решил не рисковать.

### Арест
Утром 20 ноября 1807 года Адмиралтейские Лорды телеграфом уведомили главного командира Портсмута адмирала Монтегю о начале войны с Россией и приказали ему немедленно наложить эмбарго на все находящиеся в порту российские суда. Тотчас же к кораблям от английской эскадры отвалили двенадцать вооруженных баркасов. На шканцы «Спешного» поднялись два английских лейтенанта и вручили командиру фрегата письмо от адмирала Монтегю. Адмирал с холодной английской учтивостью сообщал:

«Милостивый государь. Имею честь вас известить, что Лорды Адмиралтейства предписали мне взять и задержать все русские суда, в здешнем порту находящиеся, до дальнейшего распоряжения. Исполняя эту обязанность, я полагаю Милостивый Государь, что мне будет излишним предлагать, какие бы то ни было извинения, овладевая кораблем, находящимся под вашим начальством. Караул и надлежащие офицеры для введения его в гавань будет присланы.
Имею честь быть, Милостивый Государь, Вашим послушнейшим и покорнейшим слугою. Георгий Монтегю „Рояль Вильяж“. Портсмутский рейд
20 ноября 1807 года».— 
Прочитав послание, Ховрин собрал офицеров и сообщил им о своём решении сдать корабли ради спасения экипажей. Офицеры встретили решение командира угрюмым молчанием. После объявления Ховриным решения о сдаче фрегата, английские парламентарии опечатали люки трюмов с валютой. Команды были арестованы. На плененных кораблях спустили российские и подняли английские военно-морские флаги.

### Плен
Командиров, офицеров и гардемарин (проходивших на фрегате и транспорте практическое плавание) по указанию Адмиралтейства отправили жить в провинциальный городок Эндовер (под надзор полиции без права выезда за пределы указанного пункта). Пленных матросов и солдат отправили на блокшив (плавучая тюрьма). Всего в плен попало: 24 офицера, 11 гардемарин и 436 человек нижних чинов, в том числе 44 солдата 2-го драгунского полка.Судьбы плененных российских моряков в дальнейшем сложились по-разному.
Высочайшим повелением «Балтийского флота капитан-лейтенанты Ховрин и Пильгард, за неисполнение возложенных на них от начальства поручений» были «исключены из службы». Капитан-лейтенант Ховрин очень переживал случившееся, в связи с чем у него возникло тяжелое психическое расстройство. Английское правительство разрешило ему вернуться в Россию. 9 сентября 1809 года на одном из английских транспортов перевозивших экипажи эскадры вице-адмирала Д. Н. Сенявина, он прибыл в Ригу, а оттуда в Кронштадтской госпиталь. Лечение было успешным.
Капитан-лейтенант Пильгард в мае 1810 года подал на Высочайшее имя Прошение о помиловании. Вскоре пришел ответ: "Капитан-лейтенантов Ховрина и Пильгарда простить, и принять «в службу».
Не прост был путь домой гардемарин. После месяца проживания в Эндовере их, по ходатайству М. М. Алопеуса, «по малолетству» освободили от плена и на почтовых каретах отвезли в Лондон. Там выдали документы на освобождение и отправили кружным путём через Гарич, Гётеборг, Стокгольм и Аландские острова в Финляндию, откуда по очереди стали переправлять в Россию. Первая партия 18 февраля 1808 года благополучно достигла Санкт-Петербурга, а вторая в дороге была застигнута известием о начале войны между Россией и Швецией и российские гардемарины вновь оказалась в плену, но теперь уже шведском. Домой они возвратились, лишь год спустя (в 1809).
13 октября 1810 года в честь 50-летия царствования английского короля Георга III, всем русским офицерам была сделана амнистия. Через полгода окончился и четырёхлетний плен для нижних чинов. Однако не все из них возвратились на Родину — часть умерло в английском плену, некоторые, отказавшись от присяги, остались навсегда на Британских островах. 30 мая 1811 года на госпитальном судне «Горгона» 368 русских моряков отплыли в Россию.
По прибытии в Россию и офицерам и матросам все время пребывания в плену засчитали в срок службы, а также выдали причитающееся жалование и обмундирование. Офицеров назначили на новые должности.

## Командиры
- В. Кровве (1803)[1];
- Н. Г. Ховрин (1804—1807)[1].